# Oksana Kolada
Oksana Ołeksandriwna Kolada, ukr. Оксана Олександрівна Коляда (ur. 4 września 1980 w Wołoczyskach) – ukraińska funkcjonariuszka organów ścigania, wojskowa i polityk, w latach 2019–2020 minister ds. weteranów, terytoriów tymczasowo okupowanych i osób przesiedlonych wewnętrznie w rządzie Ołeksija Honczaruka.

## Życiorys
Urodziła się 4 września 1980 w Wołoczyskach. W 2002 ukończyła studia w Lwowskim Instytucie Spraw Wewnętrznych, w 2007 uzyskała magisterium na tej samej uczelni (wówczas pod nazwą Lwowski Państwowy Uniwersytet Spraw Wewnętrznych). W 2003 rozpoczęła pracę w organach ścigania podległych resortowi spraw wewnętrznych, pracowała w nich do 2015. Następnie do 2017 służyła w siłach zbrojnych Ukrainy, kierowała działem prasowym i komunikacji ministerstwa obrony. Odeszła z wojska jako pułkownik rezerwy. Zaangażowana w działalność wolontariacką na rzecz weteranów wojny w Donbasie. W marcu 2019 została wiceministrem spraw weteranów, a 29 sierpnia tego samego roku powołana na ministra ds. weteranów, terytoriów tymczasowo okupowanych i osób przesiedlonych wewnętrznie w rządzie Ołeksija Honczaruka. Zakończyła urzędowanie wraz z całym gabinetem w marcu 2020.